# Karwijvarkenskervel
Karwijvarkenskervel (Dichoropetalum carvifolia, synoniem:Peucedanum carvifolia) is een vaste plant, die behoort tot de schermbloemenfamilie (Apiaceae). De soort staat op de Nederlandse Rode lijst van planten als een soort die in Nederland zeldzaam en matig afgenomen is. De plant komt van nature voor van Midden-Europa tot in de Kaukasus. Het aantal chromosomen is 2n = 22.
De plant wordt 30 - 100 cm hoog en heeft een wortelstok, die aan de voet door talrijke vezels wordt omgeven. De stengel is in ieder geval in het bovenste gedeelte gegroefd en vertakt. De aan beide zijden glanzende bladeren zijn geveerd met diep ingesneden, gaafrandige, liniaal-lancetvormig bladslippen en netvormige nerven.
De plant bloeit van juni tot in augustus met geelachtige of groen-witte bloemen, die vaak aan de buitenkant rood aangelopen zijn. De bloeiwijze is een scherm met 6 - 18 stralen. De schermstralen hebben een ongelijke lengte en zijn aan de binnenzijde ruw door de korte beharing. Het involucrum bestaat uit enkele schutblaadjes of ontbreekt. De bloem is vijftallig en heeft dus vijf kroonbladen.
De vrucht is een tweedelige splitvrucht met doorzichtige vleugels, dat 4 - 5 mm lang en ongeveer 3 mm breed is.

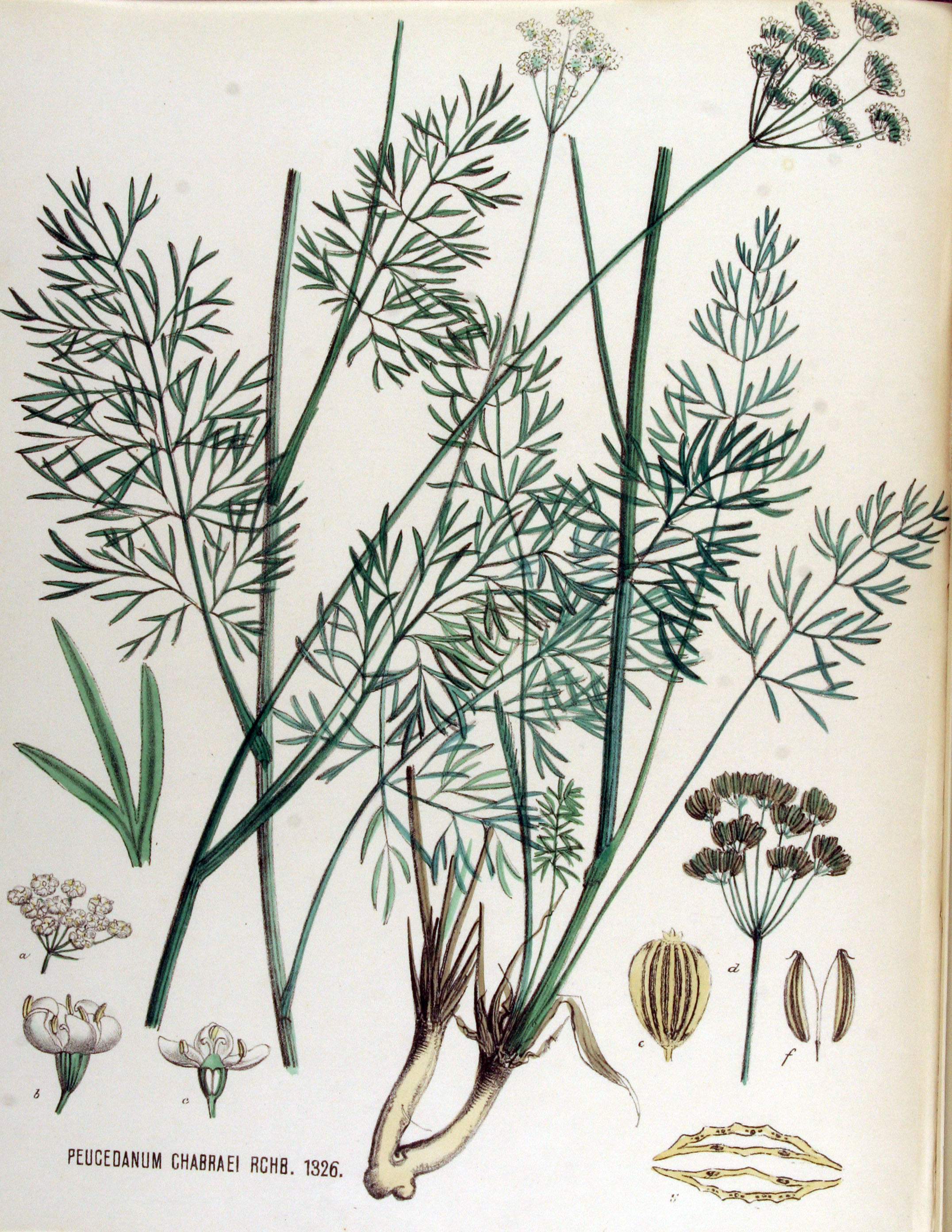
Flora Batava

## Voorkomen
Karwijvarkenskervel komt voor op zonnige, matig droge tot vochtige, matig voedselrijke, kalkhoudende, zandige rivierklei in bemeste graslanden, bermen en op dijken.